# Carme Puche i Moré
Carme Puche Moré (Barcelona, 15 d'abril de 1977) és una periodista, guionista i directora de cinema catalana.

## Biografia
Nascuda el 15 d'abril de 1977 a Barcelona. El 1999 es va llicenciar en Publicitat i Relacions Públiques a la Universitat Autònoma de Barcelona i el 2011 es va llicenciar en Comunicació Audiovisual a la Universitat Oberta de Catalunya. Ha treballat en diversos àmbits de la cultura i la divulgació científica, en mitjans impresos, en ràdio, en projectes museogràfics, en la coordinació d'exposicions i, des de 2007 és guionista i directora cinematogràfica. Està casada amb Jordi Rabascall, músic, i té dos fills.
El 2007 va rebre el Premi M. Àngels Rivas Ureña, pel seu projecte «Dedicatòries. Les dones que no has conegut», de recuperació de la memòria històrica de les dones.
El 2012 va rebre el premi al millor guió Noves Visions - Nova Autoria, del Festival de Cinema de Sitges, pel curtmetratge Camille.

## Activitat professional

### Periodisme escrit i edició
Ha treballat per a El 9 Nou, TeatreBCN, Time Out Barcelona, les revistes de divulgació Nat i Mètode; ha estat cap d'edició de la revista Omnis Cellula, de la Societat Catalana de Biologia, i coordinadora de la revista Contributions to Science, de l'Institut d'Estudis Catalans.

### Ràdio i televisió
En ràdio, ha col·laborat en els programes La 2a República, La Canícula, Primers Auxilis i Icult, de COMRàdio (actualment Xarxa de Comunicació Local); Crisálida, de Ràdio Ciutat de Badalona; i Res a veure, d'Ona Catalana. En televisió, el 2014 va mantenir una secció mensual (guió i presentació) en el magazine cultural Àrtic de Barcelona TV.

### Producció cultural
El 2007-2008 va desenvolupar el projecte «Dedicatòries. Les dones que no has conegut», guardonat amb el Premi M. Àngels Ureña, convocat per la Comissió per a la Igualtat de les Dones de Les Corts, de l'Ajuntament de Barcelona. El resultat del projecte va ser un web amb els relats de les dones que van participar en el projecte i un llibre en edició bilingüe (català i castellà) amb el conjunt dels relats.
Va col·laborar en l'organització de l'exposició Suzanne Davit, una il·lustradora a l'Institut Botànic, per a l'Institut Botànic de Barcelona-Ajuntament de Barcelona, i en la producció del catàleg de l'esmentada exposició.
Va ser comissària de l'exposició Descobrir Eugeni Sierra. Les passes d'un il·lustrador internacional, per a l'Institut Botànic de Barcelona-Ajuntament de Barcelona.
És directora artística i guionista del web clic-clic-clic, de contes infantils interactius de l'associació científico-cultural Omnis Cellula.

### Cinema
Guionista i directora de documentals i curtmetratges: Fòbia (2008), curtmetratge sobre les pors; Intimitat botànica (2008), per a l'exposició Descobrir Eugeni Sierra.; Les passes d'un il·lustrador internacional, Ajuntament de Barcelona; Camille (2010) sobre l'escultora Camille Claudel; Cuidar el cuidador (2012), vuit vídeos per encàrrec de l'Hospital Clínic de Barcelona; In Search of Truth. An emotional portrait of Lynn Margulis (2012), sobre la biòloga nord-americana Lynn Margulis; No descartis res (2015), per a la Universitat Oberta de Catalunya; Empty Tables. A Tribute to Frank Sinatra (2015), vídeo musical del pianista Pere Ferré i el cantant Jordi Rabascall homenatge al centenari del naixement de Frank Sinatra.
Directora de documentals i curtmetratges: Let it fuck (2011), fals documental sobre el fals grup de música Motherfuckers; Etiquetats (2012), curtmetratge realitzat en 24 hores per al Festival Barcelona Visual Sound; documental per a la campanya “Els clàssics et canviaran la vida” (2013), per a la promoció del llibre Quins clàssics!, amb David Verdaguer i Sergi Vallès; The Jump. WFT experience (2014), documental sobre la música en viu; El peatge (2015), amb Richard Felix i Mercè Montalà.